# Celia de la Serna
Celia de la Serna (Buenos Aires, 21 de junio de 1906 - Buenos Aires, 18 de mayo de 1965) fue una militante política argentina, reconocida como la madre del Che Guevara.
Desde la cómoda infancia de una niña de "buena familia" nacida a principios del siglo XX, su educación en un elegante colegio porteño, una prematura vocación religiosa, los desafíos juveniles a la sociedad de la época, en tiempos en que el pelo corto y el cigarrillo en manos femeninas eran casi un insulto, su activo compromiso con la República española durante la Guerra civil en ese país, la participación en organismos de apoyo a los aliados en la Segunda Guerra Mundial, hasta la defensa de la Revolución cubana.

## Antepasados
Los primeros De la Serna se establecieron en la Argentina a comienzos del siglo XVIII. Los ascendientes argentinos de Celia eran dignos representantes de lo que se dio en llamar «la oligarquía ganadera argentina» que acumularía, desde los tiempos coloniales, un exuberante poder económico.

## Infancia y juventud
Celia de la Serna pertenecía a una tradicional familia de clase alta de grandes estancieros bonaerenses. Fue la menor de siete hermanos. Su padre ―el doctor Juan Martín de la Serna, profesor de leyes en la Facultad de Derecho de la Universidad de Buenos Aires, embajador y político― se suicidó cuando ella tenía dos años y su madre Edelmira Llosa murió cuando tenía quince.
Ellos fueron poseedores de una fortuna muy importante y mantenían fuertes raíces anticlericales.
Celia quedó desde ese año (1921) al cuidado de su hermana mayor Carmen ―quien en 1928 se casaría con el poeta Cayetano Córdova Iturburu, de filiación comunista― y de su única tía paterna, Sara de la Serna Llosa.
Celia se educó y se graduó en el colegio francés del Sagrado Corazón, en la ciudad de Buenos Aires.
En esos años expresó su deseo de convertirse en monja.
Desde su juventud, Celia demostró una gran fortaleza de carácter, profundas convicciones y un desprecio acentuado por las normas y preceptos que imperaban en la época. Gradualmente, por influencia de su hermana, se convirtió en atea.
Perteneció a una generación de mujeres argentinas de clase alta progresistas que promovieron el feminismo, la libertad sexual y la autonomía de las mujeres, cuya más fiel representante fue Victoria Ocampo.
Aunque primero era católica militante, más tarde se volvió liberal y bohemia, y asombraba a su medio social desafiando prohibiciones, reglas y costumbres. Fumaba, se cortaba el pelo como un varón. Celia amaba la aventura, el riesgo, la lectura, los viajes, las transgresiones y las situaciones que la ubicaban en el límite de lo permitido. Estas partes profundas de su personalidad y comportamiento fueron los distintivos que la madre del Che priorizó en el momento de educar a sus hijos.

### Ernesto Guevara Lynch
Celia se convirtió en una persona muy independiente, a la cual le interesaba enormemente la política.
Celia de la Serna y Ernesto Guevara Lynch (1900-1987) se conocieron en Buenos Aires siendo estudiantes.
Él se hacía llamar «Ingeniero Guevara», y decía que era «constructor civil».
Cuando era un adolescente en los primeros años de la escuela secundaria (el Colegio Nacional), su compañero Jorge Luis Borges (quien en el futuro se convertiría en un afamado escritor), lo denunció ante un profesor: «Señor, este chico no me deja estudiar». A la salida del colegio, Guevara le dio una bofetada a Borges. Al día siguiente fue expulsado del colegio.
Guevara obtenía ingresos del astillero Río de la Plata, que era propiedad de varios miembros de su familia y estaba ubicado en San Fernando hasta que se incendió en 1930.

## Matrimonio
Cuando Celia se enteró de que estaba embarazada, le pidió su herencia a su familia pero se la negaron. Las leyes argentinas que regían en esa época dictaban que las mujeres de menos de 21 años no podían casarse o cobrar sus herencias sin el consentimiento de sus padres o tutores. Celia tenía 20 años. Como estratagema, fingió que se fugaba y se escondió en la casa de una de sus hermanas mayores; el plan concebido dio resultado, porque forzó a la familia a dar el consentimiento. Igualmente debieron recurrir a la justicia para cobrar parte de su herencia.
El propio Ernesto reconocía que se había sacado la lotería al casarse con Celia, «preferida por todos y alcanzada por ninguno».
Ernesto abandonó sus estudios de arquitectura, y con el dinero de la herencia compró una plantación de yerba mate en Puerto Caraguataí, una zona rural de la provincia de Misiones, en el área de Montecarlo, a unos 200 km al norte de la capital Posadas, sobre el río Paraná, y a 1200 kilómetros al norte de Buenos Aires.
El jueves 10 de diciembre de 1927, Ernesto y Celia ―embarazada de tres meses― contrajeron matrimonio en la casa de su hermana. Para ocultar que el embarazo ya estaba avanzado, inmediatamente emprendieron la aventura de irse a vivir al yerbatal de Misiones.
El hecho resultaba condenable para la moral de aquellos años, por lo que para ella esa fue su transgresión más audaz, siendo menor de edad.
En Caraguataí, Ernesto construyó con sus propias manos una casa que hoy aún existe.
Ernesto ya no desarrollaría su profesión de constructor, sino que orientó sus actividades a planificar y desarrollar negocios de distinta índole, que fracasarían todos.

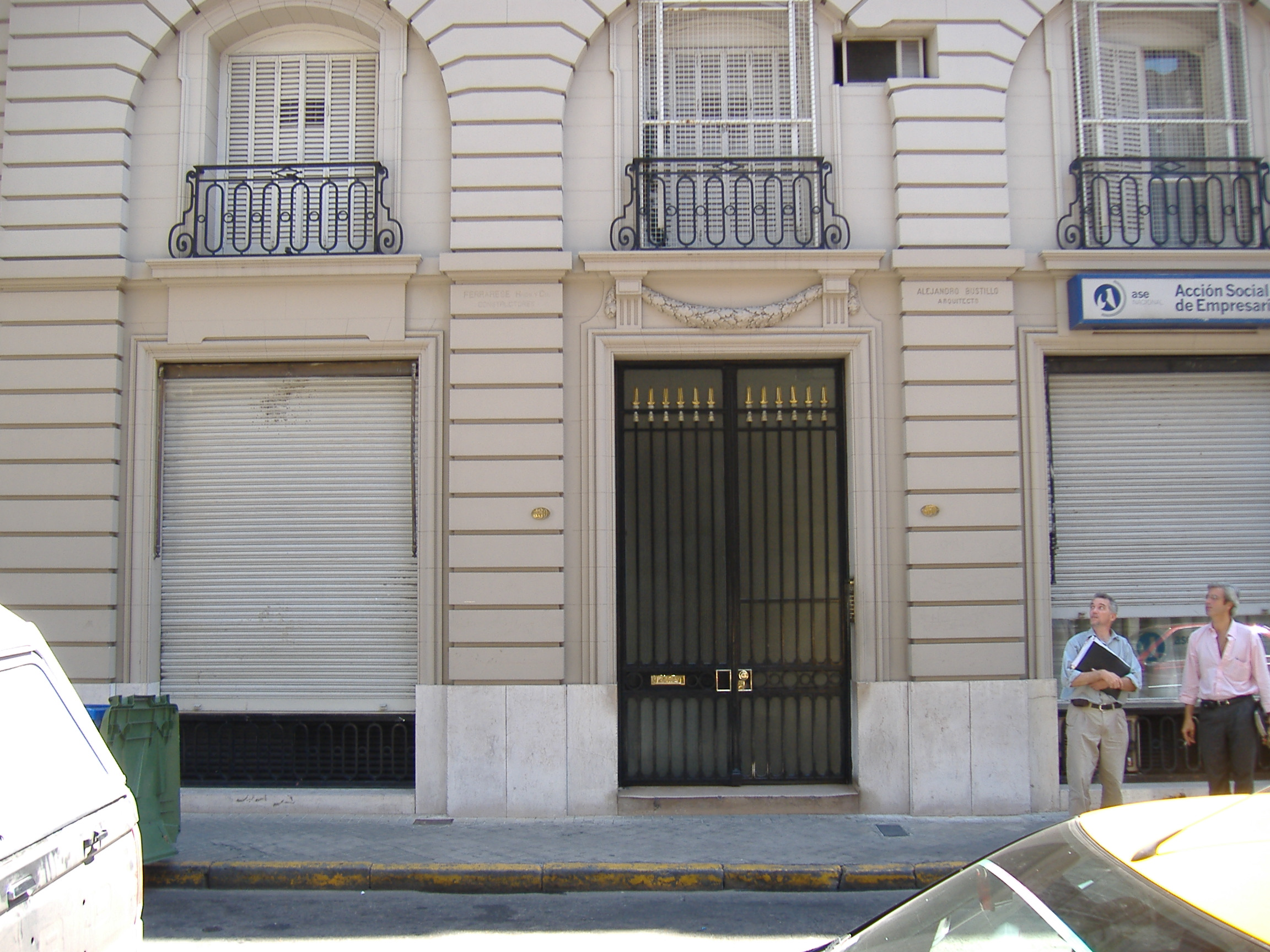
La entrada al departamento en el primer piso de calle Entre Ríos 480 (en la ciudad de Rosario, 300 km al norte de Buenos Aires). Fue el primer hogar del Che Guevara por pocas semanas.

## Familia
En aquellos tiempos, y hasta el comienzo del peronismo, los trabajadores de los yerbatales, conocidos como mensúes, estaban sometidos a un régimen de explotación laboral prácticamente de esclavitud, como ilustra la novela El río oscuro, de Alfredo Varela, sobre la que se realizó la película Las aguas bajan turbias, ambientada en el trabajo de los yerbatales de aquellos años. La propiedad fue bautizada con el nombre de La Misionera y su explotación llevó a instalar luego un molino yerbatero en Rosario.
Para ocultar los verdaderos tiempos del embarazo, vivieron varios meses en Caraguataí. A mediados de mayo de 1928, cuando Celia ya cumplía 8 meses y medio de embarazo, viajaron a Rosario, donde alquilaron un departamento en un edificio en calle Entre Ríos 480 (en pleno centro de la ciudad). Ella se internó en el Hospital Centenario y parió a Ernestito (quien en Cuba sería llamado «el Che») el 14 de mayo de 1928 a las 15:05 h. A pesar de que el niño había casi cumplido su término, lo hicieron pasar como sietemesino, y el partero accedió a falsificar el certificado hospitalario de nacimiento. El acta de nacimiento del Registro Civil indica que nació el 14 de junio de 1928.
Este «secreto de familia» acerca de la falsificación de la fecha de nacimiento del Che ―que ni el propio Che conocía― fue publicada por primera vez por la periodista Julia Constenla (1927-2011), amiga personal de Celia de la Serna, en la revista La Mujer, el 5 de enero de 1959 (dos días después del triunfo de la Revolución cubana, en una entrevista de título «Siempre fue mi hijo más rebelde»).
En 1997, el historiador Jon Lee Anderson ―biógrafo del Che― averiguó por otros medios esta misma versión.
En 2004, Constenla publicó Celia, la madre del Che (Buenos Aires: Sudamericana), donde reprodujo esa entrevista.
Poco tiempo después volvieron a Buenos Aires.

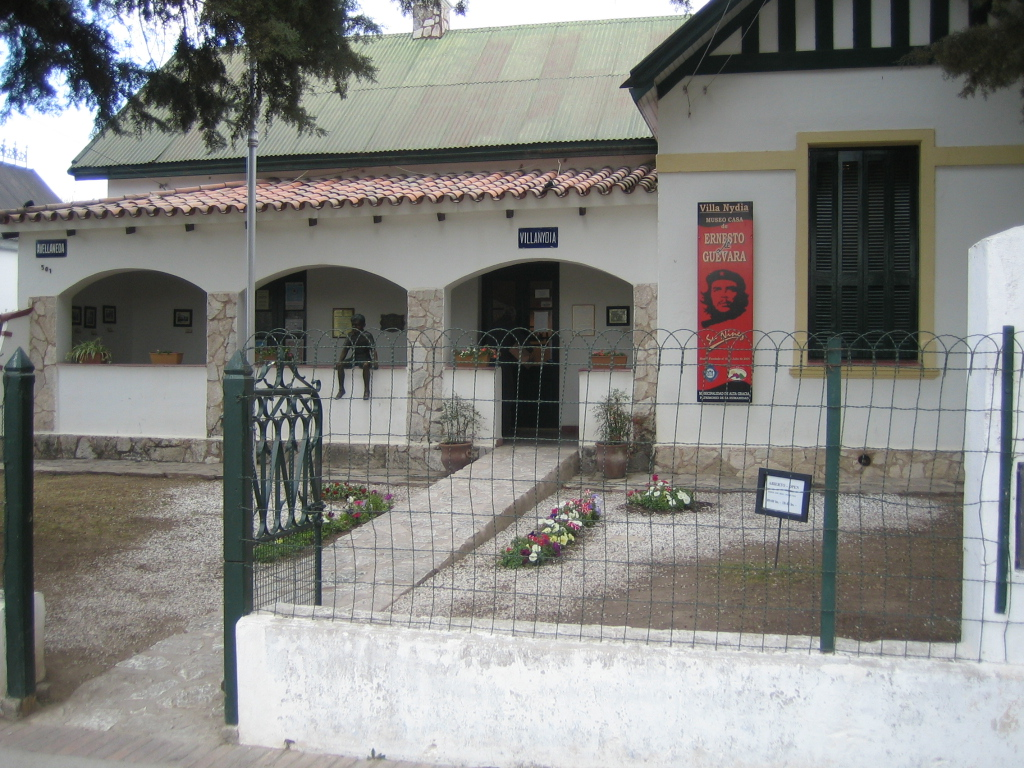
Casa que alquiló la familia Guevara en Alta Gracia (Córdoba), hacia 1938. En la entrada puede verse una estatua de Ernesto de niño, sentado sobre la pared.

Después se mudaron a Córdoba, donde Ernesto padre instaló con un socio una empresa de construcción civil (que quebraría en 1947). En Córdoba se mudaban de casa ―o incluso de ciudad― cada uno o dos años.
Celia tendría cinco hijos. Después de Ernestito, el 31 de diciembre de 1929 tuvo a Celia, la primera de las hijas del matrimonio. El 18 de mayo de 1932 tuvo a Roberto, el 28 de enero de 1934 a Ana María y el 18 de mayo de 1943 tuvo a Juan Martín, el quinto y último de sus hijos.
Pese a que se había educado en un colegio católico, llegó a un completo acuerdo con su esposo de no participar o pertenecer a ninguna religión, y con esas mismas ideas ellos inculcaron a sus hijos.
Se mudaron varias veces: Villa Allende, Córdoba Capital (y el chalet les quedó como casa de fin de semana), Pantanillo, y Carlos Paz. Finalmente, en 1943 se mudaron a una casa en calle Chile 288, de la ciudad de Córdoba. Durante ese período, todos los miembros de la familia fueron socios del Córdoba Lawn Tenis Club, iban a la pileta, jugaban tenis y ping-pong.

En 1938 empezaron a llegar a Argentina los exiliados de la Guerra Civil Española (1936-1939).
Un refugiado famoso vecino de los Guevara en Alta Gracia fue el compositor español Manuel de Falla, que escapó de los franquistas debido a su homosexualidad.
En 1945, a Celia se le diagnosticó un tumor en una mama, muy activo. Fue operada por primera vez, en que se le extrajo el tumor, sin tener que extirpar el seno completo.

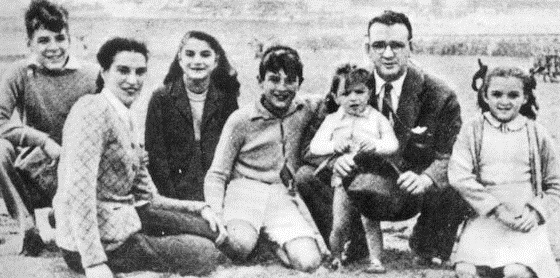
Celia con su familia, de vacaciones en la ciudad balnearia de Mar del Plata, hacia 1943.

Al final de la Segunda Guerra Mundial (que transcurrió entre 1939 y 1945), Guevara padre se afilió a Acción Argentina, un movimiento antifascista que investigaba la filiación política de los numerosos alemanes que comenzaron a instalarse en la zona de Villa General Belgrano (provincia de Córdoba). Su hijo Ernestito ―el futuro Che Guevara―, de 17 años, participó como miembro activo de Acción Argentina.

Papá quería mucho a mamá y ella estaba muy enamorada de él; sin embargo, papá era celoso y mamá no, siendo que el que era bastante mujeriego era él. Para ella fue el único hombre de su vida. Papá era muy explosivo, pero se querían mucho. Discutían con frecuencia, y de manera fuerte, pero nunca hubo la menor agresión de uno a otro. Causa risa ver lo que han escrito acerca de esas discusiones.
Ana María Guevara (1934-), cuarta hija de Celia

Las penurias económicas, las mudanzas y las aventuras amorosas extramatrimoniales de Ernesto desgastaron permanentemente la relación con Celia. Los amoríos del padre del Che circulaban de boca en boca en una sociedad conservadora y condenatoria como la cordobesa. Guevara no hacía ningún esfuerzo por ocultar sus affaires.
A fines de 1946, Ernestito terminó sus estudios secundarios. La empresa constructora de Ernesto quebró, y los Guevara decidieron mudarse a Buenos Aires. Desde enero de 1947 vivieron en el departamento de la abuela, ubicado en el quinto piso de un edificio en Arenales y Uriburu, en el exclusivo barrio de Recoleta, o Barrio Norte, a dos cuadras de la Facultad de Medicina de la Universidad de Buenos Aires.
En mayo de 1947 la madre de Ernesto, Ana Isabel Lynch Ortiz, enfermó de muerte. Una tarde Ernesto llevó a su casa a una de sus amantes, la cubana Raquel Hevia. Eso desbordó el poder de tolerancia de Celia.
Desde ese momento, Ernesto abandonó a Celia. Al poco tiempo regresó, pero semanas después volvió a partir. Esta conducta persistió en el tiempo.
Al año siguiente (1948), Ernestito (el Che) empezó a estudiar medicina.
Su padre Ernesto recibió otra importante herencia tras la muerte de su madre, Ana Isabel Lynch Ortiz. Vendió entonces el yerbatal de Misiones, y compró una casa en Aráoz 2180 ―en el barrio de Palermo― adonde fue a vivir toda la familia. Este domicilio será el último que habitará el Che en la Argentina antes de comenzar su peregrinación por América.
Su padre Ernesto abrió una inmobiliaria en la esquina de Paraguay y Aráoz. Ya no convivía con Celia, pasaba la mayoría de las noches en la oficina. Contrató como secretaria a la maestra María Erra, quien se convertirá en su amante, y con quien terminará conviviendo (abandonando completamente a Celia).
Algunas biografías le atribuyen incorrectamente el título de ingeniero, e ideología socialista. Ernesto tuvo tres hijos con María Erra. En 1987 escribiría un libro con el título Mi hijo el Che.
En 1950 le descubrieron a Celia una recidiva en el cáncer de mama. Le extirparon otro tumor, junto con una parte del seno.
El 7 de julio de 1952, el Che partió en su primer viaje por América Latina. Regresó un año después para terminar sus estudios y graduarse de médico el 11 de abril de 1953. Desde ese momento, Ernestito se dedicó a su carrera y comenzó a trabajar como asistente en una clínica especializada en alergias que se dedicaba a la investigación del asma, dirigida por el Dr. Salvador Pisani. En la facultad de Medicina conoció a Berta Gilda Tita Infante, una cordobesa militante universitaria comunista, con la que mantendría una fuerte amistad por el resto de su vida.
El 7 de julio de 1953, el Che partió en su segundo viaje por América Latina. En enero de 1959 entró triunfante en La Habana (Cuba) como uno de los líderes de la Revolución cubana, junto con Fidel Castro.

## Militancia
Desde la infancia del Che, un niño acosado por el asma, la juventud en busca de un destino, hasta madurar, compartiendo sus búsquedas con «la Vieja», como la llamaba en la mayor parte de sus cartas, una opción de lucha, tal como lo refleja la abundante correspondencia que intercambiaron. Cuando aquel niño ya no era Teté o Ernestito, como lo llamaban en familia, sino el comandante Guevara, su madre seguía recibiendo noticias detalladas de sus esperanzas, sus pocas zozobras y, muy rara vez, algo que él mismo calificó como "nostalgia tangueril".
Celia se convirtió en una persona muy independiente, a la cual le interesaba enormemente la política, fue activa en el movimiento feminista y luchó por el derecho del voto para las mujeres de su país.
En 1960 se formó el MLN (Movimiento de Liberación Nacional), una nueva agrupación sociopolítica, encabezada por
los hermanos David e Ismael Viñas,
el sindicalista santafesino Pico Vaseilles,
el entonces desconocido escritor Juan José Saer,
el joven periodista Roberto Maurer y
el director de cine Fernando Birri (fundador del prestigioso Instituto de Cine de la Universidad Nacional del Litoral, en Santa Fe).
En Santa Fe organizaron un acto en Plaza España, donde estaba anunciada la visita como oradora principal Celia Guevara. Había un clima enrarecido por las amenazas del grupo fascista Tacuara, que ―dirigidos por el joven falangista Escurra Medrano― se dedicaban a boicotear con atentados todos los actos de la izquierda.
Celia de la Serna subió al palco. Sus guardaespaldas eran dos jóvenes estudiantes de Concepción del Uruguay. Celia empezó a hablar e inmediatamente se sintieron en la plaza unas bombas de estruendo y gritos de «¡Fuera los bolches!», «¡Patria sí, comunismo no!», «Muera el Che Guevara!», «¡Viva Rosas!», «¡Abajo Fidel Castro!», y un grupo de unos veinte militantes de la organización juvenil fascista Movimiento Nacionalista Tacuara, uniformados con camisas color caqui marca Ombú (muy populares en esa época), armados de cachiporras y de bastones largos como los que usaría la Policía Federal en Buenos Aires en la Noche de los Bastones Largos (29 de julio de 1966), empezaron a golpear a toda la gente reunida.
Celia les gritó por micrófono a sus dos guardaespaldas: «¡Vayan a pelear que yo me quedo sola acá, no se preocupen que a mí no me bajan ni muerta!». Y siguió hablando mientras abajo los militantes del MLN ―los melenas como se les decía coloquialmente― a sopapos y patadas pusieron en fuga a los provocadores que pretendían impedir la continuación del discurso de Celia Guevara. El acto terminó sin más problemas y recién entonces Celia, rodeada de sus jóvenes militantes se bajó del palco.
En los años sesenta ―ya conocida como «la madre del Che»― Celia sufrió prisión y persecución.
Celia no aceptó las reiteradas invitaciones del Che a instalarse en La Habana, donde podía colaborar con el trabajo y la construcción de su hijo. Prefirió difundir los logros de la experiencia cubana desde lejos de la isla que amaba, pese a que por hacerlo más de una vez fue atacada a balazos y soportó la cárcel y la clandestinidad estando ya enferma.
Padeció una tercera recidiva del cáncer, que la llevó a someterse a una tercera operación, pero fue expulsada del hospital donde era atendida.
En 1965, Ernestito combatía en el Congo junto a los sucesores de Patricio Lumumba.
Antes de cruzar el lago Tanganica, cuando se enteró de que su madre muy grave por el cáncer, escribió un texto muy poco conocido que muestra la intensidad de su relación:

Solo sé que tengo una necesidad física de que aparezca mi madre y yo recline mi cabeza en su regazo magro, y ella me diga «mi viejo» con una ternura seca y plena, y sentir en el pelo su mano desmañada, acariciándome a saltos, como un muñeco de cuerda, como si la ternura le saliera por los ojos y la voz porque los conductores rotos no la hacen llegar a las extremidades. Y las manos palpan más que acarician, pero la ternura resbala por fuera y las rodea y uno se siente tan bien, tan pequeñito y tan fuerte. No es necesario pedirle perdón; ella lo comprende todo, uno lo sabe cuando escucha ese «mi viejo».
Che Guevara

Cuando el Che Guevara escribió esto, Celia ya había muerto, el 18 de mayo de 1965, a los 58 años. Él se enterará unos días después.
Antes de partir hacia África, el Che le había enviado una carta de despedida que su madre no alcanzó a leer.
En algunas oportunidades, Ernesto Guevara usó voluntariamente el apellido de su madre (una costumbre que prácticamente no existía en Argentina, donde se utilizaba solo el apellido paterno). En esos casos se identificaba como Ernesto Guevara Serna.
En 1969, el exesposo de Celia, Ernesto Guevara Lynch, afirmó en una entrevista:

Debo mencionar que en la familia de mi esposa Celia también hay un grande de España... Se trata del general José de la Serna e Hinojosa, último virrey del Perú.
Ernesto Guevara Lynch

Sin embargo, esta afirmación se revela inverosímil ya que el virrey español de virreinato del Alto Perú, José de la Serna, murió sin dejar descendencia alguna.